# U17-es női labdarúgó-világbajnokság
Az U17-es női labdarúgó-világbajnokság a 17 éven aluli nők labdarúgó-világbajnoksága, melyet évente rendeznek. Az első tornát 2008-ban rendezték meg. A tornát a Nemzetközi Labdarúgó-szövetség (FIFA) szervezi.

## Története
2003-ban azt követően, hogy 2002-ben Kanadában első alkalommal megrendezték az U19-es női labdarúgó-világbajnokságot, a FIFA úgy döntött, hogy egy másik ifjúsági tornát is szervez a nők számára. A kontinentális szövetségek közölték a FIFA-val, hogy a korhatár miatt nehézkes megszervezni egy második tornát is. Emiatt a FIFA létrehozta az U17-es női labdarúgó-világbajnokságot és az U20-as női labdarúgó-világbajnokságot (2007-ben nevezte át U20-as női labdarúgó-világbajnokságra), így a férfiak számára kiírt ifjúsági tornák korcsoportjával megegyező eseményeket alkottak. Ennek megfelelően az U19-es torna korhatárát 20 évre növelték, amit ténylegesen a 2006-os világbajnokságon vezettek be. 2024 márciusában a FIFA bejelentette, hogy a vb-t a továbbiakban évente rendezik meg, az indulók számát 2025-től 24 csapatra emelik valamint, hogy öt évig Marokkó lesz a rendező.
Az első tornát 2008-ban rendezték Új-Zélandon, a rendezés jogát egyébként egyidőben kapták meg a 2008-as U20-as női labdarúgó-világbajnokság házigazdájával, Chilével.

## Eredmények
| Év   | Házigazda               | Döntő           | Döntő                 | Döntő              | Bronzmérkőzés      | Bronzmérkőzés | Bronzmérkőzés |
| Év   | Házigazda               | Aranyérmes      | Eredmény              | Ezüstérmes         | Bronzérmes         | Eredmény      | 4. helyezett  |
| ---- | ----------------------- | --------------- | --------------------- | ------------------ | ------------------ | ------------- | ------------- |
| 2008 | · Új-Zéland             | · Észak-Korea   | 2–1 (h.u.)            | · Egyesült Államok | · Németország      | 3–0           | · Anglia      |
| 2010 | · Trinidad és Tobago    | · Dél-Korea     | 3–3 (h.u.) 5–4 (tiz.) | · Japán            | · Spanyolország    | 1–0           | · Észak-Korea |
| 2012 | · Azerbajdzsán          | · Franciaország | 1–1                   | · Észak-Korea      | · Ghána            | 1–0           | · Németország |
| 2014 | · Costa Rica            | · Japán         | 2–0                   | · Spanyolország    | · Olaszország      | 4–4 tiz.: 2–0 | · Venezuela   |
| 2016 | · Jordánia              | · Észak-Korea   | 0–0 tiz.: 5–4         | · Japán            | · Spanyolország    | 4–0           | · Venezuela   |
| 2018 | · Uruguay               | · Spanyolország | 2–1                   | · Mexikó           | · Új-Zéland        | 2–1           | · Kanada      |
| 2022 | · India                 | · Spanyolország | 1–0                   | · Kolumbia         | · Nigéria          | 3–3 tiz.: 3–2 | · Németország |
| 2024 | · Dominikai Köztársaság | · Észak-Korea   | 1–1 tiz.: 4–3         | · Spanyolország    | · Egyesült Államok | 3–0           | · Anglia      |
| 2025 | · Marokkó               | · [[\|]]        | –                     | · [[\|]]           | · [[\|]]           | –             | · [[\|]]      |
| 2026 | · Marokkó               | · [[\|]]        | –                     | · [[\|]]           | · [[\|]]           | –             | · [[\|]]      |
| 2027 | · Marokkó               | · [[\|]]        | –                     | · [[\|]]           | · [[\|]]           | –             | · [[\|]]      |
| 2028 | · Marokkó               | · [[\|]]        | –                     | · [[\|]]           | · [[\|]]           | –             | · [[\|]]      |
| 2029 | · Marokkó               | · [[\|]]        | –                     | · [[\|]]           | · [[\|]]           | –             | · [[\|]]      |

## Díjak

### Adidas Golden Ball
A díjat a torna legjobb játékosának megválasztott játékos kapja.
| Torna                       | Győztes             |
| --------------------------- | ------------------- |
| 2008, Új-Zéland             | Ivabucsi Mana       |
| 2010, Trinidad és Tobago    | Yeo Min-Ji          |
| 2012, Azerbajdzsán          | Griedge Mbock Bathy |
| 2014, Costa Rica            | Szugita Hina        |
| 2016, Jordánia              | Nagano Fúka         |
| 2018, Uruguay               | Clàudia Pina        |
| 2022, India                 | Vicky López         |
| 2024, Dominikai Köztársaság | Jon Il-chong        |

### Adidas Golden Shoe
A díjat a tornán legtöbb gólt szerző játékosa kapja.
| Torna                       | Győztes                           | Gólok |
| --------------------------- | --------------------------------- | ----- |
| 2008, Új-Zéland             | Marozsán Dzsenifer                | 6     |
| 2010, Trinidad és Tobago    | Yeo Min-Ji                        | 8     |
| 2012, Azerbajdzsán          | Ri Un-Sim                         | 8     |
| 2014, Costa Rica            | Deyna Castellanos Gabriela García | 6     |
| 2016, Jordánia              | Lorena Navarro                    | 8     |
| 2018, Uruguay               | Mukarama Abdulai                  | 7     |
| 2022, India                 | Loreen Bender                     | 4     |
| 2024, Dominikai Köztársaság | Pau Comendador                    | 5     |

### Adidas Golden Glove
A díjat a torna legjobb kapusának megválasztott játékos kapja.
| Torna                       | Győztes          |
| --------------------------- | ---------------- |
| 2008, Új-Zéland             | Taylor Vancil    |
| 2010, Trinidad és Tobago    | Dolores Gallardo |
| 2012, Azerbajdzsán          | Romane Bruneau   |
| 2014, Costa Rica            | Macumoto Mamiko  |
| 2016, Jordánia              | Noelia Ramos     |
| 2018, Uruguay               | Catalina Coll    |
| 2022, India                 | Sofía Fuente     |
| 2024, Dominikai Köztársaság | Evan O'Steen     |

### FIFA Fair Play-díj
A díjat a legsportszerűbb csapat kapja.
| Torna                       | Győztes     |
| --------------------------- | ----------- |
| 2008, Új-Zéland             | Németország |
| 2010, Trinidad és Tobago    | Németország |
| 2012, Azerbajdzsán          | Japán       |
| 2014, Costa Rica            | Japán       |
| 2016, Jordánia              | Japán       |
| 2018, Uruguay               | Japán       |
| 2022, India                 | Japán       |
| 2024, Dominikai Köztársaság | Nigéria     |

## Összesítés
Az alábbi táblázat a 2008 és 2022 között megrendezett U17-es női labdarúgó-világbajnokságok első négy helyezett csapatait tartalmazza.
| Nemzet           | Aranyérmes           | Ezüstérmes     | Bronzérmes     | 4. helyezett   |
| ---------------- | -------------------- | -------------- | -------------- | -------------- |
| Észak-Korea      | 3 (2008, 2016, 2024) | 1 (2012)       | –              | 1 (2010)       |
| Spanyolország    | 2 (2018, 2022)       | 2 (2014, 2024) | 2 (2010, 2016) | –              |
| Japán            | 1 (2014)             | 2 (2010, 2016) | –              | –              |
| Dél-Korea        | 1 (2010)             | –              | –              | –              |
| Franciaország    | 1 (2012)             | –              | –              | –              |
| Egyesült Államok | –                    | 1 (2008)       | 1 (2024)       | –              |
| Mexikó           | –                    | 1 (2018)       | –              | –              |
| Kolumbia         | –                    | 1 (2022)       | –              | –              |
| Németország      | –                    | –              | 1 (2008)       | 2 (2012, 2022) |
| Ghána            | –                    | –              | 1 (2012)       | –              |
| Olaszország      | –                    | –              | 1 (2014)       | –              |
| Új-Zéland        | –                    | –              | 1 (2018)       | –              |
| Nigéria          | –                    | –              | 1 (2022)       | –              |
| Venezuela        | –                    | –              | –              | 2 (2014, 2016) |
| Anglia           | –                    | –              | –              | 2 (2008, 2024) |
| Kanada           | –                    | –              | –              | 1 (2018)       |